# Lijst van presidenten van Frans-Polynesië
Dit is een lijst van presidenten van Frans-Polynesië, een Franse overzeese gemeenschap in de Grote Oceaan. De huidige president van Frans-Polynesië is Moetai Brotherson, sinds 12 mei 2023.

## Presidenten van Frans-Polynesië (1984-heden)
| Presidenten van de regering van Frans-Polynesië (1984-2004) |                                 |                                      |                           |        |
| President                                                   | President                       | Ambtstermijn                         | Partij                    | Partij |
|                                                             | Gaston Flosse (1931)            | 14 september 1984 - 12 februari 1987 | Tahoera'a Huiraatira      |        |
|                                                             | Jacques Teuira (1933)           | 12 februari 1987 - 9 december 1987   | Tahoera'a Huiraatira      |        |
|                                                             | Alexandre Léontieff (1948-2009) | 9 december 1987 - 4 april 1991       | Te Tiarama                |        |
|                                                             | Gaston Flosse (1931)            | 4 april 1991 - 27 februari 2004      | Tahoera'a Huiraatira      |        |
| Presidenten van Frans-Polynesië (2004-heden)                |                                 |                                      |                           |        |
| President                                                   | President                       | Ambtstermijn                         | Partij                    | Partij |
|                                                             | Gaston Flosse (1931)            | 27 februari 2004 - 14 juni 2004      | Tahoera'a Huiraatira      |        |
|                                                             | Oscar Temaru (1944)             | 14 juni 2004 - 23 oktober 2004       | Tavini Huiraatira         |        |
|                                                             | Gaston Flosse (1931)            | 23 oktober 2004 - 3 maart 2005       | Tahoera'a Huiraatira      |        |
|                                                             | Oscar Temaru (1944)             | 3 maart 2005 - 26 december 2006      | Tavini Huiraatira         |        |
|                                                             | Gaston Tong Sang (1949)         | 26 december 2006 - 13 september 2007 | Tahoera'a Huiraatira      |        |
|                                                             | Oscar Temaru (1944)             | 13 september 2007 - 23 februari 2008 | Tavini Huiraatira         |        |
|                                                             | Gaston Flosse (1931)            | 23 februari 2008 - 15 april 2008     | Tahoera'a Huiraatira      |        |
|                                                             | Gaston Tong Sang (1949)         | 15 april 2008 - 12 februari 2009     | O Porinetia To Tatou Ai'a |        |
|                                                             | Oscar Temaru (1944)             | 12 februari 2009 - 25 november 2009  | Tavini Huiraatira         |        |
|                                                             | Gaston Tong Sang (1949)         | 25 november 2009 - 1 april 2011      | O Porinetia To Tatou Ai'a |        |
|                                                             | Oscar Temaru (1944)             | 1 april 2011 - 17 mei 2013           | Tavini Huiraatira         |        |
|                                                             | Gaston Flosse (1931)            | 17 mei 2013 - 5 september 2014       | Tahoera'a Huiraatira      |        |
|                                                             | Nuihau Laurey (1964) (wnd.)     | 5 september 2014 - 12 september 2014 | Tahoera'a Huiraatira      |        |
|                                                             | Édouard Fritch (1952)           | 12 september 2014 - 12 mei 2023      | Tapura Huiraatira         |        |
|                                                             | Moetai Brotherson (1969)        | 12 mei 2023 - heden                  | Tavini Huiraatira         |        |